# Vettius ploetzii
Vettius ploetzii is een vlinder uit de familie van de dikkopjes (Hesperiidae). De wetenschappelijke naam van de soort is voor het eerst geldig gepubliceerd in 1874 door Jean-Baptiste Capronnier.